# Les Meilleures Histoires de science-fiction soviétique
Les Meilleures Histoires de science-fiction soviétique est une anthologie de nouvelles de science-fiction soviétique, composée par Jacques Bergier (né Yakov Mikhailovich Berger).

## Publication
L'anthologie est publiée en URSS en 1961 ; son titre original est Zolotoï lotos.
Elle est rééditée dans la Bibliothèque Marabout, collection Science fiction, n° 414, en 1972, avec des traductions de Francis Cohen.

## Liste des nouvelles
- Préface de Jacques Bergier : « La science-fiction soviétique ».
- Anatoly Dnieprov : Le Monde que j'avais quitté (Mir, v kotorom ya ischez) (1961 - 1964).
- M. Grechnov : Le Lotus d'or.
- Arcadi et Boris Strougatski : Le Grand C.I.D.
- M. Dountau : Victimes de la bioélectronique
- Victor Saparine : Le Procès du tantalus
- Youri Safranov : Rien d'extraordinaire (Nicego osobennogo)
- Arcadi et Boris Strougatski : Le Cône blanc de l'Alaïde
- Genrikh Antov et Valentina Zhuravleva : La Ballade des étoiles